# Neudorf (Cunewalde)
Neudorf ist ein Ortsteil der Gemeinde Cunewalde in Sachsen.

## Geographie
Die Streusiedlung liegt östlich des 499,5 m hohen Bieleboh an der Landstraße von Cunewalde nach Schönbach.

## Geschichte
Die Ansiedlung entstand in der Mitte des 18. Jahrhunderts zwischen Obercunewalde und Lauba auf den Fluren des Rittergutes Obercunewalde und wurde 1768 erstmals erwähnt. 1777 bestand Neudorf aus elf Häuslerstellen. Nach 1800 wurde nördlich von Neudorf eine neue Häuserzeile – die „Neuenhäuser“ angelegt.
Neudorf war nie eigenständig, sondern bildete immer einen Gemeindeteil. Bis 1939 gehörte die Ansiedlung zur Gemeinde Obercunewalde, seither ist sie Ortsteil von Cunewalde.
Neudorf war bis 2018 staatlich anerkannter Erholungsort.